# 1287

## Události
- 4. červenec –příchod Guty Habsburské k dvoru manžela Václava II.
- dobyta Menorca

## Narození
- 25. dubna – Roger Mortimer, anglický šlechtic, který vedl úspěšnou vzpouru proti králi Eduardu II. († 29. listopadu 1330)
- 15. června – Alice z Warenne, anglická šlechtična a dědička hrabství Surrey († 23. května 1338)
- ? – Gaston I. z Foix-Béarn, hrabě z Foix a vikomt z Béarnu a Marsanu († 13. prosince 1315)
- ? – William Ockham, anglický mnich, filosof, logik a teolog († 9. dubna 1347)

## Úmrtí
- 26. března – Ingeborg Dánská, norská královna jako manželka Magnuse VI. (* 1244)
- 3. dubna – Honorius IV., papež (* 1210)
- 19. října – Bohemund VII. z Tripolisu, antochijský kníže (* 1261)

## Hlavy států
Jižní Evropa
- Pyrenejský poloostrov
  - Portugalské království – Dinis I. Hospodář
  - Kastilské království – Sancho IV. Kastilský
  - Aragonské království – Alfons III. Frank
- Itálie
  - Papež – Honorius IV.

Západní Evropa
- Francouzské království – Filip IV. Sličný
- Anglické království – Eduard I.
- Skotské království – Markéta I., Norská panna

Severní Evropa
- Norské království – Erik II. Magnusson
- Švédské království – Magnus I. Ladulås
- Dánské království – Erik VI. Menved

Střední Evropa
- Svatá říše římská – Rudolf I. Habsburský
  - České království – Václav II.
  - Hrabství holandské – Floris V. Holandský
- Polské knížectví – Lešek II. Černý
- Uherské království – Ladislav IV. Kumán

Východní Evropa
- Řád německých rytířů – Burchard von Schwanden
- Velkoknížectví litevské – Butigeidis
- Moskevské knížectví – Daniil Alexandrovič
- Bulharské carství – Jiří Terter
- Byzantská říše – Andronikos II. Palaiologos
- Achajské knížectví – Karel II. Chromý